# Iker Lastra
Iker Lastra Noriega (Bilbao, Vizcaya, País Vasco, España, 24 de diciembre de 1976) es un actor español, conocido por las series Herederos, donde interpretó a Nino, o Sin tetas no hay paraíso, donde interpretó a Vergara. 

## Filmografía

### Series de televisión
- Amar es para siempre (2023) .... como Joseba Arregui
- La que se avecina (2016 y 2021) .... como Pablo Asensio
- Sin tetas no hay paraíso (2009) .... como Jorge Bergara
- Los misterios de Laura (2009) .... como Rubén (un capítulo)
- Herederos (2007-2009) .... como Nino
- Esto no es serio, ¿o sí? (2007) .... como varios personajes
- Mesa para 5 (2006)
- Amar en tiempos revueltos (2006) .... como Damián
- Con dos tacones (2006)
- Agitación + IVA (2005) .... como varios personajes
- A tortas con la vida (2005)
- De moda (2004-2005) .... como Hugo
- Hospital Central (2004) .... como David (un capítulo)

### Películas
- Luz de domingo, de José Luis Garci (2007) .... como Leto
- V.O., de Antonia San Juan
- Mujer ante el espejo, de Víctor Moreno
- La boda, de Ramón Barea

### Teatro
- Sed, dirigida por Joaquín Perles y Mónica Yuste
- Historias mínimas, dirigida por Felipe Loza
- Mi niño Schubert, dirigida por Felipe Loza
- Testigo de cargo, dirigida por Javier Elorrieta

### Cortometrajes
- La Verdadera Revolución, dirigido por Pablo Sola (2012)